# Iglesia de Santo Tomás (Leipzig)
La iglesia de Santo Tomás (en alemán: Thomaskirche) es una iglesia luterana de la ciudad alemana de Leipzig. Es conocida por ser el lugar donde Johann Sebastian Bach trabajó como Kantor y donde se encuentran sus restos mortales.

## Historia
En el lugar donde se ubica la iglesia de Santo Tomás han existido iglesias desde el siglo XII. Entre 1212 y 1222 la iglesia anterior se convirtió en el nuevo Monasterio de Santo Tomás de la Orden de San Agustín. En 1217, el minnesinger o trovador Heinrich von Morungen legó a la iglesia una reliquia de Santo Tomás al entrar en la Orden tras un viaje a la India. Después de varias reconstrucciones (se encontraron restos de una anterior iglesia románica durante unas excavaciones arqueológicas), el edificio actual, un ejemplo de la arquitectura gótica tardía, fue consagrado por Thilo de Trotha, obispo de Merseburgo, el 10 de abril de 1496. Martín Lutero predicó en ella el domingo de Pentecostés en 1539. Hoy en día, es una iglesia luterana.
La torre fue construida en 1537 y reconstruida en 1702, con la que se llegó a su altura actual de 68 metros.
El compositor Johann Sebastian Bach fue director del coro de la iglesia de Santo Tomás desde 1723 hasta su muerte en 1750. En 1908 se erigió una estatua junto a la iglesia dedicada al compositor.
El 4 de diciembre de 1943, durante la Segunda Guerra Mundial, la torre fue dañada por un bombardeo aliado a Leipzig, que requirió reparación. El tejado de la iglesia por encima del techo abovedado de nervios góticos es uno de los más grandes en Alemania, con una inclinación de 63 grados. Después de la destrucción de la Johanneskirche de Leipzig en la guerra, los restos de Johann Sebastian Bach se trasladaron de allí a la iglesia de Santo Tomás en 1950. El altar actual, instalado en 1993, es el antiguo altar gótico de la Paulinerkirche (iglesia de San Pablo), la iglesia de la universidad de la Universidad de Leipzig, derribada en 1968 por las autoridades comunistas.
En el siglo XX, el azufre emitido por las cercanas de minas de carbón y otros contaminantes atmosféricos causaron el deterioro de la piedra exterior y de las estatuas, e incluso de las pinturas góticas del interior. Además, la estructura del tejado sufrió daños debido a los insectos y la humedad. Por estos motivos, la iglesia fue incluida entre los 2000 monumentos mundiales vigilados por el Fondo Mundial de Monumentos. Las reparaciones se llevaron a cabo rápidamente con el apoyo financiero del Fondo y de American Express.
El 18 de octubre de 2008 se volvió a erigir una estatua de Felix Mendelssohn, que vivió en Leipzig desde 1835 hasta su muerte en 1847, en la iglesia de Santo Tomás con motivo del 200 aniversario del nacimiento del compositor. La estatua de bronce de 6 metros representa al compositor y antiguo director de la Gewandhaus. Los discursos de la conmemoración corrieron a cargo de Kurt Masur, también exdirector de la Gewandhaus, y de Burkhard Jung, el alcalde de Leipzig. La estatua original diseñada por Werner Stein, erigida el 26 de mayo de 1892, se hallaba en el lado este de la Gewandhaus hasta el 9 de noviembre de 1936, cuando fue retirada por los nazis a causa de los orígenes judíos del compositor.

## Coro
El coro de la iglesia (Thomanerchor) fue fundado 1212 y es uno de los más antiguos y famosos coros de niños de Alemania. Está dirigido por el Thomaskantor (cantor), un puesto que ha sido desempeñado por muchos compositores y músicos famosos, incluyendo a Johann Sebastian Bach desde 1723 hasta su muerte en 1750.

## Órganos

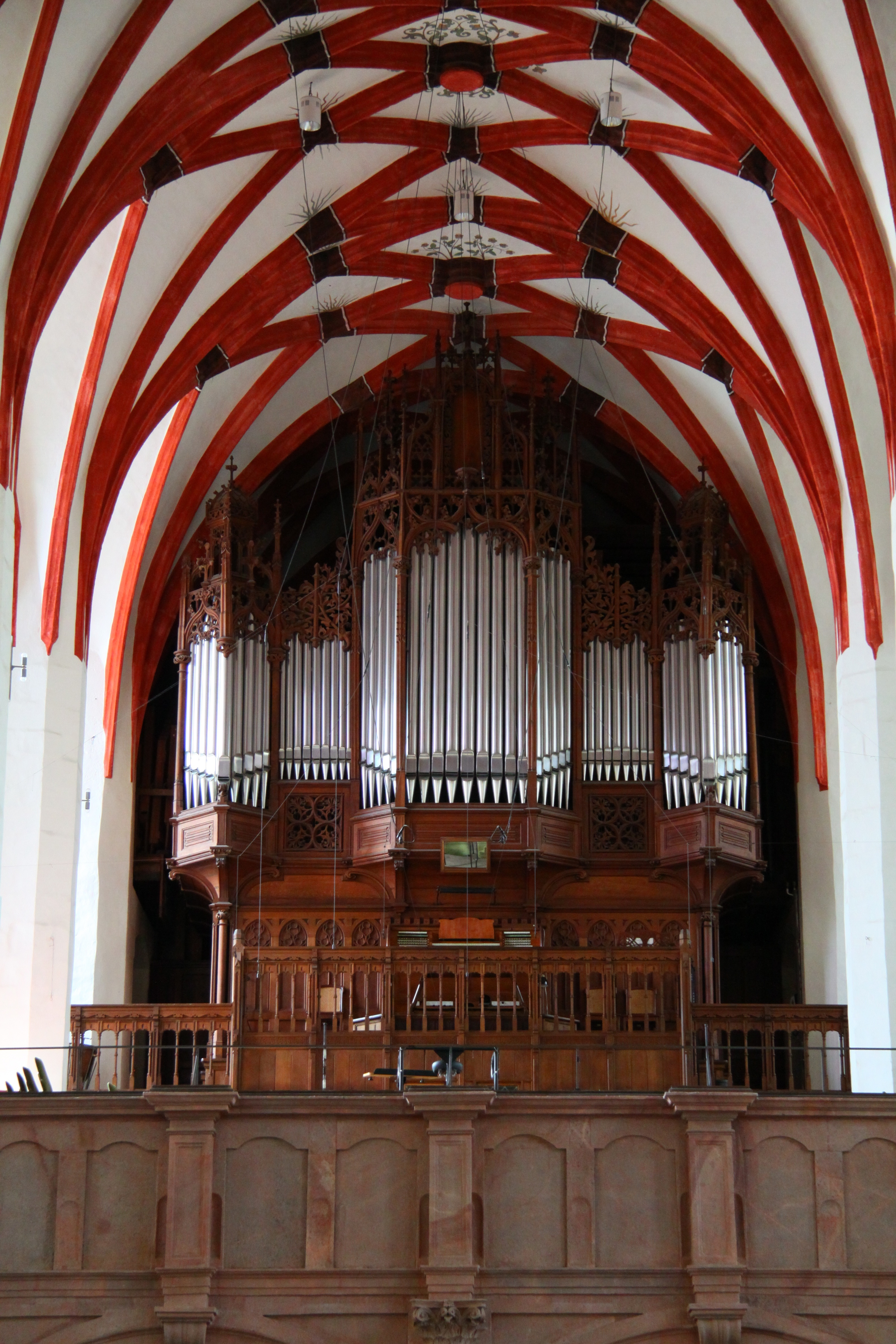
El órgano más antiguo de la iglesia fue construido por Wilhelm Sauer entre 1885 y 1889.

Otra característica destacable de esta iglesia es que tiene dos órganos. El más antiguo de ellos es un órgano romántico construido por Wilhelm Sauer entre 1885 y 1889, instalado en la tribuna occidental. Originalmente, el instrumento romántico tenía 63 registros; en 1908, se aumentaron a 88.
Como se consideraba que este órgano «no era apto» para interpretar la música de Bach, se construyó un segundo, obra de la compañía de Gerald Woehl entre 1999–2000. Este «órgano Bach», que se situó en la tribuna norte, posee 61 registros en cuatro teclados manuales y un pedal. El diseño de su caja se inspiró en el de la destruida iglesia de San Pablo (Paulinerkirche) de la Universidad, en el que había tocado el propio Bach.

## Campanas
Las dos salas de la torre sostienen ocho campanas con un peso total de 10,8 toneladas. La campana más grande y preciosa es la Gloriosa, fundida en 1477 por Theodericus Reinhard; se toca sólo en solemnidades. Sus famosos dibujos incisos fueron creados por Nikolaus Eisenberg. La segunda campana, Mittelglocke (media), fue fundida en 1574 por Wolf Hilliger, y la llamada Mönchs- oder Beichtglocke (de monje o confesional) fundida en 1634 por Jakob König, que además marca las horas. La más pequeña de las campanas históricas es la Gebetsglocke (de oración), obra del maestro Christophorus Gros de 1585. Una campana de reloj en la linterna de la torre toca los cuartos. En 2020/21 se renovaron las mencionadas campanas. También se crearon cuatro campanas nuevas en la fundición de campanas de Bachert con inscripciones que reflejan palabras de los motetes de Johann Sebastian Bach. El Día de la Reforma de 2021, las ocho campanas sonaron juntas por primera vez.